# Liban na Mistrzostwach Świata w Lekkoatletyce 2019
Liban na Mistrzostwach Świata w Lekkoatletyce 2019 – reprezentacja Libanu podczas mistrzostw świata w Doha liczyła tylko jednego zawodnika, sprintera Noureddine Hadid.

## Skład reprezentacji

### Mężczyźni
| Zawodnik         | Konkurencja        | Eliminacje | Eliminacje | Półfinał | Półfinał | Finał | Finał   |
| Zawodnik         | Konkurencja        | Wynik      | Pozycja    | Wynik    | Pozycja  | Wynik | Pozycja |
| ---------------- | ------------------ | ---------- | ---------- | -------- | -------- | ----- | ------- |
| Noureddine Hadid | Bieg na 200 metrów | 20.84      | 39.        | NQ       | NQ       | NQ    | NQ      |